# Hans Kalt (Ruderer)
Hans Kalt-Jans (* 26. März 1924; † 2. Januar 2011 in Zug) war ein Schweizer Ruderer, der 1948 die olympische Silbermedaille und 1952 die olympische Bronzemedaille im Zweier ohne Steuermann gewann.

## Werdegang
Hans Kalt startete für den See-Club Zug und wurde von Karl Schmid trainiert. Bei der olympischen Ruderregatta 1948 auf der Themse bei Henley traten jeweils drei Boote gegeneinander an. Hans und sein Bruder Josef Kalt gewannen sowohl ihren Vorlauf als auch den Halbfinal vor dem australischen Zweier. Im Final trafen sie auf die Italiener Felice Fanetti und Bruno Boni und auf die Briten John Wilson und Ran Laurie. Die Briten gewannen das Rennen mit fast drei Sekunden Vorsprung auf die Schweizer, mit sieben Sekunden Rückstand erhielten die Italiener die Bronzemedaille.
Bei der Europameisterschaft 1950 waren für Italien Erio Bettega und Nicolo Simone am Start und erwiesen sich als schärfste Konkurrenten für Hans Kalt und seinen neuen Partner Kurt Schmid. Im Ziel lagen Kalt und Schmid vor den Italienern und waren Europameister. 1951 bei der Europameisterschaft in Mâcon gewannen die Belgier Michel Knuysen und Robert Baetens vor dem dänischen Boot, Kalt und Schmid erhielten die Bronzemedaille.
Bei der olympischen Ruderregatta 1952 in Meilahti, einem Stadtteil von Helsinki, traten jeweils fünf Boote gegeneinander an. Hans Kalt und Kurt Schmid siegten im ersten Vorlauf vor den Briten, den Belgiern und den US-Amerikanern. Schweizer und Briten gewannen die beiden Halbfinalläufe, während sich die Belgier, die US-Amerikaner und die Franzosen über die Hoffnungsläufe für den Final qualifizierten. Im Final belegten die vier Boote aus dem ersten Vorlauf die ersten vier Plätze. Es siegten die Amerikaner Charles Logg und Thomas Price vor Michel Knuysen und Robert Baetens. Kalt und Schmid erhielten mit neun Sekunden Rückstand auf die Belgier, aber über vier Sekunden Vorsprung auf die Briten die Bronzemedaille.
Kalt gehörte 1966 zu den Gründungsmitgliedern des Curling Clubs Zug und wurde im Jahr 2000 zum Ehrenmitglied ernannt. Auch war er Gründungsmitglied des Panathlon-Clubs Zug sowie dessen Ehrenpräsident.
Er gehörte der Zunft Zunft und Bruderschaft der Müller, Bäcker und Zuckerbäcker der Stadt Zug seit 1964 an.
Hans und Josef Kalt arbeiteten in der väterlichen Druckerei in Zug.